# 孫立基
孫立基（Christopher Sun，1967年9月22日—），生于香港，香港聖保羅書院畢業，英國雪菲爾哈倫大學碩士，職業為導演及電影攝影。
1988年在廣視製作（Media Vision Ltd.）擔任廣告製作。1990年衛星電視（StarTV）併購廣視製作，改任職衛星電視中文台節目運作主任，並執導、監製節目及衛視宣傳片。2004年擔任華特迪士尼亞太區電視製作創作及製作顧問, 電視軟性推廣工作，主理《迪士尼樂園奇妙世界》節目出品。2011年執導《3D肉蒲團之極樂寶鑑》，上映後獲香港和台灣兩地票房冠軍。

## 電影作品
- 1989年《喋血雙雄》：香港電影 前期助制
- 1990年《紅場飛龍》：動作電影 製片助理
- 1991年《財叔之橫掃千軍》：香港電影 前期助制
- 1993年《somebody to watch over me》：英國短片 攝影指導
- 1994年《Father》：英國短片 攝影指導
- 1996年《四面夏娃》：香港電影 導演助理、剪接
- 1999年《以心備忘》：獨立短片 編劇、導演
- 2002年《周漁的火車》：香港電影 剪輯
- 2011年《3D肉蒲團之極樂寶鑑》：香港電影 導演
- 2015年《壹獄壹世界：高登闊少踎監日記》
- 2019年《作家的謊言：筆忠誘罪》：香港電影 導演
- 2024年《劫數難逃》（前稱：壹獄2：劫數難逃）：香港電影 導演
- 2024年《查無此人》：香港電影 監製、導演

## 外部連結
- 孫立基（页面存档备份，存于）